# 司馬督
司马督（?—?），春秋时期楚国司马。
前530年（周景王十五年、鲁昭公十二年、楚灵王十一年），楚灵王在州来打猎阅兵，驻扎在颍尾，派荡侯、潘子、司马督、嚣尹午、陵尹喜带兵包围徐国以威胁吴国。楚灵王驻在乾溪，作为他们的后援。前520年（周景王二十五年、鲁昭公二十二年、晋顷公六年、楚平王九年），王子朝之乱。十一月十六日，周敬王即位。十二月初七日，晋国籍谈、荀跞、贾辛、司马督领兵分别驻扎在阴地、侯氏、溪泉和住在社地。	